# 코디악곰
코디악곰 또는 코디악불곰, 알래스카불곰(라틴어: Ursus arctos middendorffi, 영어: Kodiak bear, Kodiak brown bear, Alaskan brown bear)은 알래스카 서남부 코디악 군도에 서식하는 식인곰이다. 알류티크어로는 타쿠카아크(Taquka-aq)라고 한다. 불곰 중 가장 큰 아종이고, 성체의 평균 길이가 2.7m에 달하며, 곰 중에서 북극곰과 함께 가장 큰 곰이다.
코디악곰은 지구상에서 가장 큰 잡식동물이다. 코디악곰은 완전한 잡식동물로 소, 사슴, 물고기, 산딸기등을 주로 먹이로 하는 잡식성으로 고기라면 모두 먹는다.